# 美國航空96號班機事故
美國航空96號班機指的是美國航空由洛杉磯國際機場飛往拉瓜迪亞機場的一條定期航班，由途會停經底特律都會韋恩縣機場及水牛城尼亞加拉國際機場。1972年6月12日，一架麥道DC-10-10廣體客機，執行由底特律往紐約段時，在高空失壓，機身左後方的貨艙門脫落導致飛機不完全受控。可是經過機長的努力，最終安全折返底特律。由於飛機在加拿大安大略省的溫莎上空出事，因此亦被稱為溫莎事件。

## 背景
1960年代後期，航空業急速發展，各國對航空需求有增無減。由於上一代的噴射客機，如波音707、道格拉斯DC-8等，在設計上都不能再滿足航空公司的需求。因此，一些大型航空公司要求各飛機製造商能夠設計一款高載客量的飛機，以配合航空業及旅遊業的增長。
首先登場的，是由波音設計的四引擎波音747客機，此型飛機除了擁有四具推力達186,000磅的普惠高旁通比渦輪風扇發動機外，最大特色是客艙部置，擁有兩條通道的設計及每排典型「3-4-3」排列的座椅設計，令全機可載客接近400人，足比707多出一倍。可是這麼大的載客量對一些航空公司來說明顯過大，即使航空需求增長強勁，但也沒有足夠客源能填滿一架747客機。而且，四具高旁通比渦輪風扇發動機耗油量過大亦不是所有航空公司都可以應付的，加上如此龐大的機身，在當時的大部份機場的設施都未能適用。於是一些航空公司要求飛機製造商，持續研製一款無論載客量及耗油量都比747稍低的客機，這就開始了其中兩家飛機製造商：道格拉斯及洛歇的競爭序幕。
兩間公司所研製出來的飛機，外觀都很相似，尤其是两者都是三引擎客機。這設計可有效減少油耗量，及可於當時大部份現成的機場跑道起降，因此預期會較747更受落。於是兩大公司都期望這場三引擎客机競賽中取勝。可是兩間公司對飛機的要求卻不一樣：洛歇研製的L-1011三星客機，講求安全性及穩定性，及低油耗、低噪音等優點。因此，機上除了擁有多種研發戰鬥機的科技外，引擎亦選擇由英國勞斯萊斯研製的RB211-524B4渦輪扇引擎，以達到低噪音、低油耗的標準；至於麥道的DC-10，則希望比「三星客機」早一步投入市場服務，以爭取包括美國航空在內的大額訂單。因此在研製DC-10時，都簡化了一些非必要的步驟，當中包括貨艙門的設計。結果「三星客機」所選配的引擎製造商勞斯萊斯因研發「三星機」引擎經費過大而破產，並差點令「三星機」研發計劃中斷；雖然勞斯萊斯後來由英國政府接管後，讓「三星機」方案得以延續，可是卻失去了首先進入市場的先機。DC-10成功率先進入市場，並獲得包括美航、聯合航空、美國大陸航空、漢莎航空等大型航空公司的大量訂單。
不過，在這場三引擎客機的競賽中，儘管DC-10的銷量遠比「三星客機」優勝，麥道卻沒有成為贏家。雖然DC-10的高載客量及油耗量都較747為經濟，可是其穩定性卻不如對手「三星機」。往後幾年，DC-10更因為設計問題爆發一連串事故，更導致1970年代末，美國政府一度勒令所有DC-10停飛並通過安檢，令麥道及引進DC-10的航空公司面臨困境。

## 經過
當天傍晚，編號N103AA的DC-10，是一架簇新的客機。從洛杉磯抵達底特律後，立即從底特律起飛，前往水牛城。當時機上載有56名乘客，及11名機員。
飛機飛經安大略省溫莎市上空，突然在機尾部份發生爆炸。據機上一名空服員表示，飛機尾部靠左的地台，出現了一個破洞。飛機隨即不受控制，並向右稍為傾側，機鼻亦由原本爬升狀態變為向下傾。
飛機在高空突然失壓，令機艙及貨艙內的可移動物件幾乎都被吸出機外，一些硬物更擊中部份乘客導致有人受傷。當時機長感到飛機二號引擎（位於飛機垂直尾翼及機尾中間位置）及方向舵失去了控制，控制飛機升降的水平尾翼雖仍未完全失控，但反應非常遲鈍。當機艙服務員向機長通報，飛機尾部出現一個大洞時，機長麥康明果斷地折返底特律機場，並宣佈進入緊急狀態。
飛機抵達底特律機場作緊急著陸，由於垂直降落高度達1400公尺，比預計的700公尺還要大兩倍。所以機長將速度調快，雖然止住了垂直降落速度，但飛機降落速度接近時速300公里，而且一直偏向右方，令飛機降落時，右邊的起落架衝進跑道側的草坪上。飛機最後滑行了一段頗長的距離後，成功剎車。

## 調查
美國國家運輸安全委員會（NTSB）視察出事的飛機，發現機身左後方的貨艙門不翼而飛；地台因氣壓而下陷，並出現了一個缺口；連接著二號引擎及其他操控面的電線因地台下陷斷裂，導致飛機在飛行途中失去了二號引擎的操縱及無法完全控制升降舵及方向舵。但機長麥康明（Bryce McCormick）調節兩具仍可使用的引擎輸出功率，讓飛機轉向。因麥康明機長接受過DC-10的模擬飛行訓練，讓他可以應付這次危機。類似的手法，在17年後的蘇城空難中（機型同為DC-10），亦有被當時的機員採用。
即使飛機損毀嚴重，可是飛機最後仍成功迫降於底特律，而且拯救了所有乘客。這次意外突顯了DC-10貨艙門的設計缺陷，為了增加載貨量，這種貨艙門跟客艙門的設計完全不一樣，是往外打開的，跟客艙門往內打開截然不同。而在外面看來，貨艙門似是鎖緊了，裡面卻有可能是沒有真正的鎖上 ，而且位於駕駛艙的艙門顯示器，即使明明艙門可能沒鎖緊，但顯示燈卻會因艙門關上而熄燈。假如關門不當，貨艙門將會於爬升期間發生爆炸減壓現象。

## 事故之後
NTSB發表報告後，要求麥道公司及其貨艙門製造商改善其貨艙門的設計，例如至少增加一個小窗，用於讓地勤人員觀察位於門後的鎖勾是否已被鎖緊。另外，爆炸減壓會引致地台下陷，亦有可能會壓斷附近的線路。因此NTSB亦要求麥道改善地台設計，增加透氣孔，減低同類的風險存在。
可是，這次事故引發的問題沒有得到滿意的解決，麥道完全未採用NTSB的建議，導致兩年後，另一起DC-10的貨艙門事故，發生在設計幾乎未改進的土耳其航空981號班機上，但因為該班機客滿，不幸地導致地板崩裂力道加劇，機師無液壓可用而墜毀，機上的346名乘客及機員全數罹難。這次事故成為當時直至1977年特內里費空難前，歷來最慘重的空難。
很多輿論於事後炮轟飛機製造商麥道公司，一些航空權威，亦指麥道忽視溫莎事件的教訓。儘管其後麥道重新設計DC-10的貨艙門設計，但亦無法彌補土耳其航空981號班機上的346人生命。
N103AA則經修復後，再度投入美國航空復役，一直至1993年後從美航退役。飛機其後於2002年於亞利桑那州鳳凰城的Goodyear機場被拆毀。
而在本次事故中，力挽狂瀾拯救飛機的機長Bryce McCormick，於1980年退休。

## 其他
- 土耳其航空981號班機 - 與美航96完全一樣的事故。
- 聯合航空232號班機
- 日本航空123號班機
- 衣索比亞航空302號班機空難
- 商業客機事故列表

## 相關紀錄片
空難連同土耳其航空981號班機空難被輯製成空中浩劫第五季的「Behind Closed Doors」(香港地區稱為「致命設計」)

## 外部連結
- 美國國家運輸安全委員會報告
- Aviation Safety Network報告 （页面存档备份，存于）